# Elaine Cassidy
Elaine Cassidy (Kilcoole, Condado de Wicklow, Irlanda; 31 de diciembre de 1979) es una actriz irlandesa conocida por interpretar el personaje principal Abby Mills en la serie de televisión estadounidense de CBS Harper's Island, a Felicia en Felicia's Journey junto a Bob Hoskins, Runt en Disco Pigs con Cillian Murphy como coprotagonista, Lydia en Los Otros, Maud Lilly en la serie de televisión de la BBC Fingersmith y Katherine Glendenning en The Paradise.

## Primeros años
Elaine Cassidy nació en Kilcoole, County Wicklow. Su primer papel fue como el personaje principal en una producción de la escuela de Pinocho cuando tenía cinco años.
Elaine es la menor de 2 hermanas, trabajó como vendedora de entradas para Global Telesystems Group en Irlanda antes de conseguir su papel de Felicia en Felicia's Journey (1999) luego trabajó en un restaurante, ya que necesitaba el acento lingüístico adecuado para el papel de Runt en Disco Pigs(2001)

## Carrera
En 1996, fue nominada a la actriz revelación en el Festival de Cine de Ginebra por su papel en The Sun, the Moon and the Stars. Desempeñó el papel protagónico en El viaje de Felicia con Bob Hoskins, por el que fue nominada a Mejor Actriz en la vigésima edición de los Premios Genie. Ha ganado dos IFTA, en 2003 a "Mejor actriz" por su papel de Runt en Disco Pigs y en 2010 a "Mejor actriz de Televisión" por su papel de Abby Mills en la serie de televisión de la CBS Harper's Island. También fue nominada a un IFTA en 2005 como "Mejor Actriz de Televisión " por su papel de "Maud Lilly" de la serie dramática de BBC nominada al BAFTA Fingersmith. En 2007 estuvo nominada a " Mejor Actriz de Reparto" por su papel de Sandra en And When Did You Last See Your Father? junto a Jim Broadbent y Colin Firth, y en 2009 como "Mejor actriz de Televisión" por su papel de Annie Mulcahy en  Little White Lie.
También ha participado en obras de teatro, incluyendo El teniente de Inishmore(2002) y The Crucible(2006), con la Royal Shakespeare Company y en el There Came A Gypsy Riding en el Almeida Theatre en 2007. Elaine participó en el vídeo musical de Coldplay "The Scientist".
Cassidy también interpreta a Maureen en el drama Just Henry, que fue llevado al cine en agosto de 2011 y a la pantalla de ITV el 18 de diciembre de 2011.

## Vida personal
Está casada con el actor Stephen Lord, a quien conoció en el rodaje de The Truth. Viven en Greenwich, Londres, con su hija Kíla, nacida el 16 de septiembre de 2009. El segundo hijo de la pareja, un niño llamado Lynott Lord Cassidy, nació en algún momento alrededor del 23 de enero de 2013.

## Filmografía
| Año         | Título                          | Papel                 | Notas                   |
| ----------- | ------------------------------- | --------------------- | ----------------------- |
| 1994        | The Stranger Within Me          | Michelle              | Cortometraje            |
| 1995        | Mission Top Secret              | Mary                  | 1 episodio              |
| 1996        | The Sun, the Moon and the Stars | Shelley               | Secundario              |
| 1999        | El viaje de Felicia             | Felicia               | Protagonista            |
| 2001        | Los otros                       | Lydia                 | Secundario              |
| 2001        | Disco Pigs                      | Runt / Sinead         | Protagonista            |
| 2001        | El mundo perdido                | Agnes Cluny           | Telefilme               |
| 2002        | The Bay of Love and Sorrows     | Carrie Matchett       | Protagonista            |
| 2003        | Watermelon                      | Anna Ryan             | Telefilme               |
| 2005        | Uncle Adolf                     | Geli Raubal           | Telefilme               |
| 2005        | Falsa identidad                 | Maud Lilly            | Miniserie de televisión |
| 2005        | The Ghost Squad                 | Det. Amy Harris       | 7 episodios             |
| 2006        | The Truth                       | Candy                 | Secundario              |
| 2007        | La última vez que vi a mi padre | Sandra                | Secundario              |
| 2007        | A Room with a View              | Lucy Honeychurch      | Telefilme               |
| 2008        | Mentira piadosa                 | Annie Mulcahy         | Telefilme               |
| 2009        | Dr. Hoo                         | Zara                  | 1 episodio              |
| 2009        | Harper's Island                 | Abby Mills            | 13 episodios            |
| 2011        | Just Henry                      | Maureen               | Telefilme               |
| 2011        | The Miraculous Year             | Brona McKinney        | Telefilme               |
| 2012 - 2013 | Galerías Paradise               | Katherine Glendenning | 16 episodios            |
| 2014        | The Loft                        | Ellie Seacord         | Secundario              |
| 2015        | The Program                     | Betsy Andreu          |                         |
| 2017        | Strangeways Here We Come        | Steph Nolan           | En producción           |
| 2015-2018   | No Offence                      | Dinah Kowalska        | Protagonista            |
| 2022        | El prodigio                     | Rosaleen O'Donnell    | Secundaria              |
| 2023        | Siete reyes deben morir         | Edgiva de Kent        |                         |

## Teatro
- There Came a Gypsy Riding (2007)
- The Crucible (2006)
- Scenes from the Big Picture (2002)
- The Lieutenant of Inishmore (2002)

## Premios
| Año  | Premio                           | Categoría                               | Resultado | Papel                                            |
| ---- | -------------------------------- | --------------------------------------- | --------- | ------------------------------------------------ |
| 1996 | Geneva Film Festival             | Actriz más prometedora                  | Ganadora  | Shelley en The Sun, the Moon and the Stars       |
| 2000 | Premios Satellite                | Mejor Actriz - Drama                    | Nominada  | Felicia en El viaje de Felicia                   |
| 2000 | Genie Awards                     | Mejor Actriz                            | Nominada  | Felicia en El viaje de Felicia                   |
| 2002 | British Independent Film Awards  | Mejor Actriz                            | Nominada  | Runt en Disco Pigs                               |
| 2003 | Irish Film and Television Awards | Mejor Actriz en una Película            | Ganadora  | Runt en Disco Pigs                               |
| 2005 | Irish Film and Television Awards | Mejor actriz en Televisión              | Nominada  | Maud Lilly en Fingersmith (miniserie TV)         |
| 2008 | Irish Film and Television Awards | Mejor Actriz de Reparto en una Película | Nominada  | Sandra en And When Did You Last See Your Father? |
| 2009 | Irish Film and Television Awards | Mejor actriz de Televisión              | Nominada  | Annie Mulcahy en Little White Lie                |
| 2010 | Irish Film and Television Awards | Mejor actriz de televisión              | Ganadora  | Abby Mills en Harper's Island                    |